# Садчиков, Фёдор Ильич
Фёдор Ильи́ч Са́дчиков (1922—1997) — капитан Советской Армии, участник Великой Отечественной войны, Герой Советского Союза (1945).

## Биография

Могила Садчикова на Троекуровском кладбище Москвы.

Фёдор Садчиков родился 20 февраля 1922 года в селе Александровка (ныне — Новоусманский район Воронежской области). После окончания восьми классов школы работал токарем на Воронежском авиационном заводе. В 1940 году Садчиков был призван на службу в Рабоче-крестьянскую Красную Армию. В 1941 году он окончил Егорьевскую военную авиационную школу пилотов. С августа 1943 года — на фронтах Великой Отечественной войны.
К сентябрю 1944 года старший лейтенант Фёдор Садчиков был заместителем командира эскадрильи 826-го штурмового авиаполка 335-й штурмовой авиадивизии 3-й воздушной армии 1-го Прибалтийского фронта. К тому времени он совершил 98 боевых вылетов на воздушную разведку, штурмовку и бомбардировку скоплений боевой техники и живой силы противника, нанеся ему большие потери.
Указом Президиума Верховного Совета СССР от 23 февраля 1945 года за «мужество и героизм, проявленные при нанесении штурмовых ударов по врагу», старший лейтенант Фёдор Садчиков был удостоен высокого звания Героя Советского Союза с вручением ордена Ленина и медали «Золотая Звезда» за номером 4185.
В 1946 году в звании капитана Садчиков был уволен в запас. Проживал в Москве, работал в Министерстве иностранных дел СССР. В 1950 году Садчиков окончил Высшую школу профсоюзного движения ВЦСПС, в 1952 году — Высшую дипломатическую школу.
Скончался 26 ноября 1997 года, похоронен на Троекуровском кладбище Москвы.
Был также награждён тремя орденами Красного Знамени, орденом Александра Невского, тремя орденами Отечественной войны 1-й степени, рядом медалей.